# Microregiunea Körmend
Microregiunea Körmend (în maghiară Körmendi kistérség) a fost o microregiune statistică (kistérség) din județul Vas, Ungaria.
Cu o populație de 20.791 locuitori și o suprafață de 330,91 km2, aceasta a existat până în 2014, când în Ungaria, microregiunile ”kistérségek” au fost înlocuite de districte (járások).